# Fähre Wannsee–Kladow
Die Fähre Wannsee–Kladow ist eine Fährverbindung der Berliner Verkehrsbetriebe (BVG) auf dem Großen Wannsee in Berlin und trägt die Linienbezeichnung F10. Im Jahre 1892 nahm die Spree-Havel-Dampfschiffahrts-Gesellschaft Stern erstmals eine Fährverbindung zwischen dem Berliner Ortsteil Wannsee (heutiger Bezirk Steglitz-Zehlendorf) und dem Ortsteil Kladow (Bezirk Spandau) in Betrieb.

## Geschichte

### Beginn der BVG-Personenschifffahrt auf dem Wannsee
Die Personenschifffahrt der Berliner Verkehrsbetriebe (BVG) wurde im Jahre 1944 ins Leben gerufen. Auf Grund von Treibstoff- und Reifenmangel im Krieg musste die Buslinie 34 (heute 134) von Pichelsberg nach Kladow eingestellt werden. Als Ersatzverkehr wurden am 26. Juni 1944 zwei Fährlinien (zum Bustarif) mit 16 von Reedereien angemieteten Schiffen eingerichtet: Die Linie 1 verkehrte von Kladow nach Wannsee (3,8 Kilometer) in 17 Minuten und die Linie 2 verkehrte von Kladow bis zur Stößenseebrücke/Heerstraße (9,1 Kilometer) in 65 Minuten. Ein paar Tage später, am 5. Juli, wurden die Linien 1 und 2 zusammengefasst. Die Fährlinie verkehrte jetzt von der Stößenseebrücke bis nach Wannsee mit den Anlegestellen Schildhorn, Akademie (später Gatow), Badewiese, Gatow (später Fliegerhorst), Kladow, Heckeshorn.
Die Fähren verkehrten alle 30 Minuten zwischen 5 und 22 Uhr. Im Oktober 1944 musste der Takt wegen Personalmangels auf 120 Minuten am Sonntag und auf einen Stundentakt unter der Woche ausgedünnt werden. Zwischen Weihnachten 1944 und dem 9. Februar 1945 musste der Verkehr auf den Fährlinien erstmals eingestellt werden, da die Havel zugefroren war. Wegen der schweren Kampfhandlungen in Berlin ruhte der Schiffsverkehr wieder zwischen dem 20. April und dem 31. Mai 1945. Vor Kriegsende verkehrten zuletzt 24 Schiffe, nach Kriegsende nur noch ein Drittel davon. Der Fahrpreis betrug 20 Pfennige.
Im Sommer 1945 wurde der Anleger Heckeshorn stillgelegt, da dort bei Kriegsende Munition versenkt worden war, im Februar 1946 wurde auch die Station Schildhorn mangels Fahrgästen eingestellt. Im Juli 1946 wurden zwei Schiffe beschlagnahmt, sodass kurzfristig der Verkehr zwischen Kladow und Heerstr. eingestellt werden musste, im Oktober 1946 wurde der Verkehr wieder aufgenommen, Anfang 1947 standen der BVG letztendlich nur noch fünf Schiffe zur Verfügung, sodass ein 90-Minuten-Takt gefahren werden konnte.

### Entwicklung der heutigen BVG-Fähre Wannsee–Kladow
Während der Blockade 1948/49 gab es wieder zwei Linien, die getrennt zwischen Stößenseebrücke und der Gatower Badewiese sowie zwischen Kladow und Wannsee verkehrten. Zwischen Wannsee und Kladow verkehrte 1949 jede Stunde ein Schiff und zwischen Kladow und der Stößenseebrücke alle zwei Stunden.
Am 3. Oktober 1949 wurde der Abschnitt Stößenseebrücke-Kladow aufgegeben. Die Fähre Kladow-Wannsee verkehrt seit diesem Tage im Stundentakt bis heute. Im Mai 1956 wurde die Fährlinie von der Stern- und Kreisschiffahrt übernommen und wird im Auftrag der BVG zum VBB-Tarif betrieben.
Die Fähre trägt seit 2. Juni 1991 die Linienbezeichnung Fähre F10. Sie verkehrt stündlich werktags zwischen 6 und 19 Uhr (im Winter bis 18 Uhr), samstags von 7 bis 19 Uhr und am Sonntag von 10 bis 18 Uhr (im Winter bis 16 Uhr). Zur Hauptsaison teilweise auch länger.
Seit dem 20. Januar 2014 wird ein neues 44,70 Meter langes und 8,02 Meter breites Fahrgastschiff mit dem Namen Wannsee mit Dieselmotor eingesetzt. Erbaut wurde es in der DIW Deutsche Industriewerke GmbH Werft in Berlin-Spandau. Der mittlere Tiefgang beträgt 1,20 Meter. Zugelassen ist das Schiff für 300 Fahrgäste (152 Sitzplätze). Durch seine hydraulisch ausfahrbaren Rampen ist es im Gegensatz zu den vorher eingesetzten Schiffen Kohlhase (24 Meter lang, Baujahr 1954) und Lichterfelde (36 Meter lang, Baujahr 1896) barrierefrei. Allerdings gibt es auf der neuen Fähre keine Außenplätze mehr.

### Die einst geplante Autofähre Wannsee–Kladow
1957 beantragte Karl Kittel (der spätere Betreiber der Fähre Tegelort ↔ Hakenfelde) die Einrichtung eine Autofähre von der Scabellstraße am Beelitzhof (Ortsteil Wannsee) nach Kladow. Er wollte dafür ein 160 m² großes Schiff für 12–14 Kfz oder 250–300 Passagiere für 100.000 DM bauen. Der Fährpreis sollte zwei DM pro PKW, eine DM für ein Moped und 30 Pfennig pro Person betragen. Da der Stauraum für die wartenden Autos zu klein war und der Fährbetrieb voraussichtlich unrentabel geworden wäre, änderte Kittel seinen Plan und wollte zwischen Kladow und der Schwanenwerderbrücke eine Fähre einrichten. Er hatte dafür ein Boot namens „Christa“ für 20 PKW vorgesehen, die Überfahrt sollte 1,50 DM kosten. Der Antrag wurde vom Bezirksamt abgelehnt, da die Fähren ein Landschaftsschutzgebiet hätten durchfahren müssen. 1967 und 1983 gab es erneut Anträge für eine solche Autofähre. 1986 plante der Tegeler Fährenbetreiber Wolfgang Burchadi die Einrichtung einer Wagenfähre nach Wannsee, dieses Projekt scheiterte ebenfalls.

## Nutzung
Gemäß Erhebung des VBB aus dem Jahr 2016 wird die Fährverbindung folgendermaßen genutzt (Fahrgäste pro Tag):
| Richtung               | Mo–Fr | Sa  | So   |
| ---------------------- | ----- | --- | ---- |
| S Wannsee – Alt-Kladow | 733   | 831 | 1563 |
| Alt-Kladow – S Wannsee | 681   | 820 | 1354 |

Die Freifahrt für Schwerbehinderte ist hier und auf den übrigen BVG-Fähren möglich.

## Bilder

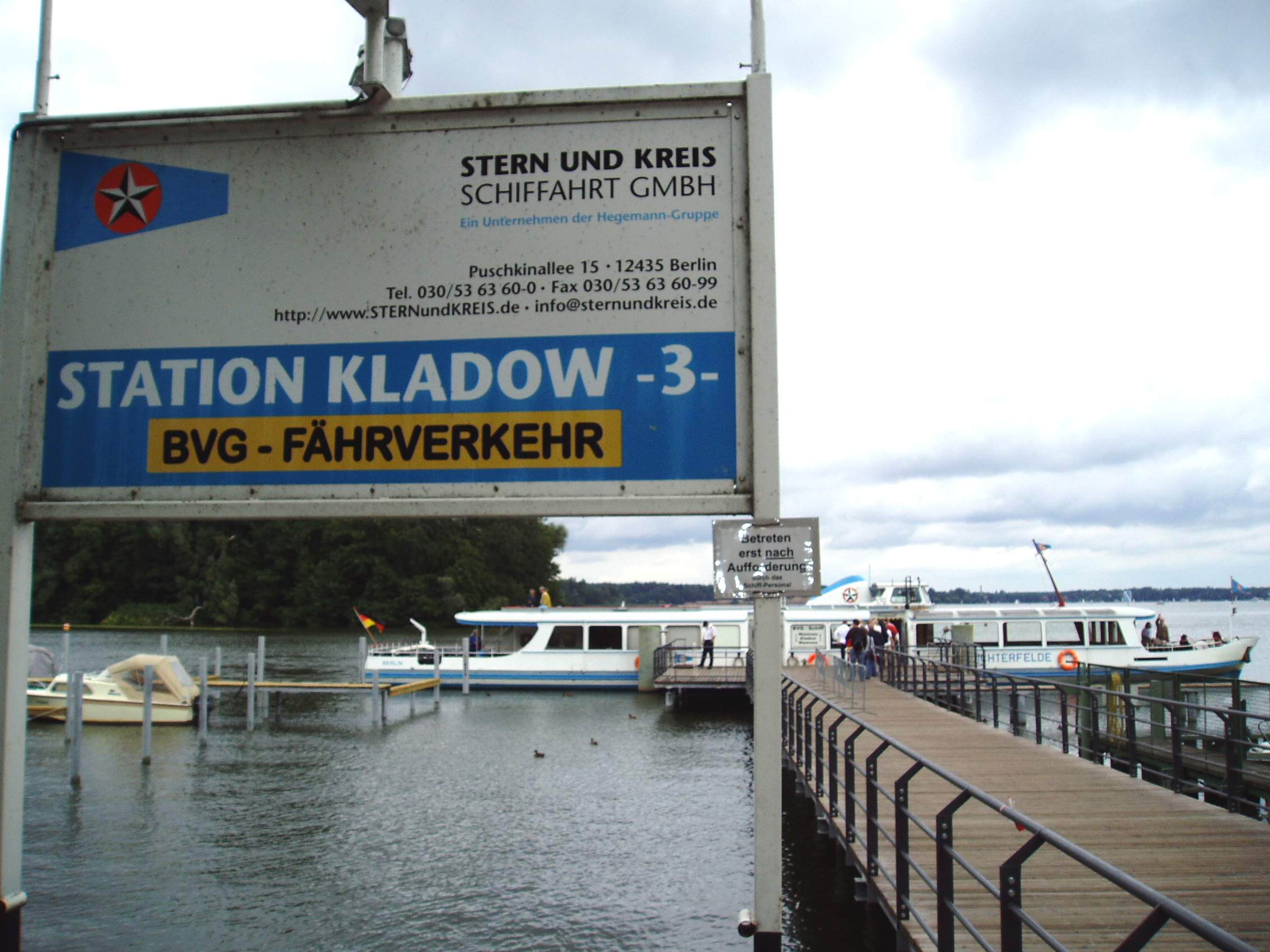
BVG-Fähre an der Anlegestelle Kladow
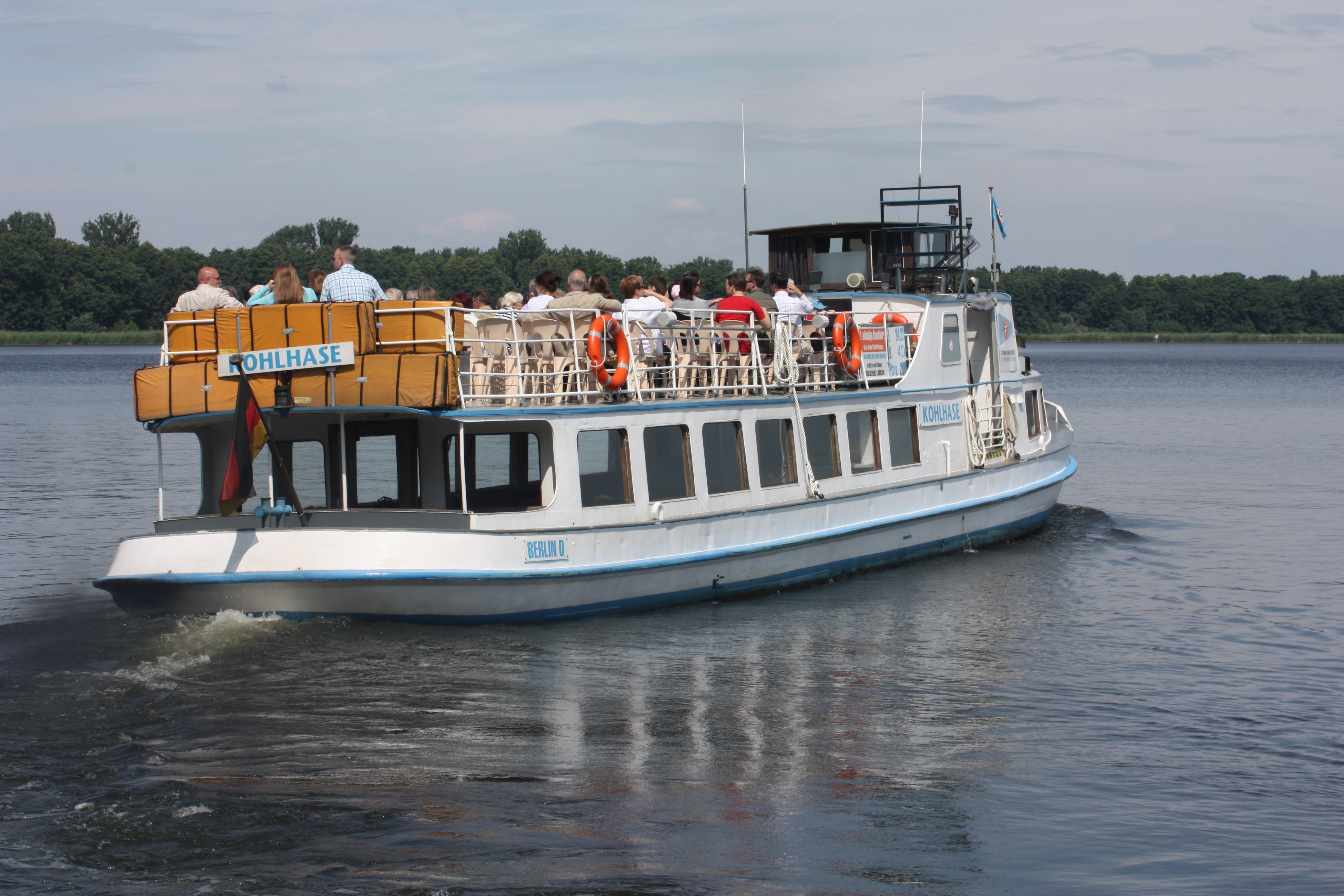
Die ehemals als Fähre auf der Linie eingesetzte Kohlhase
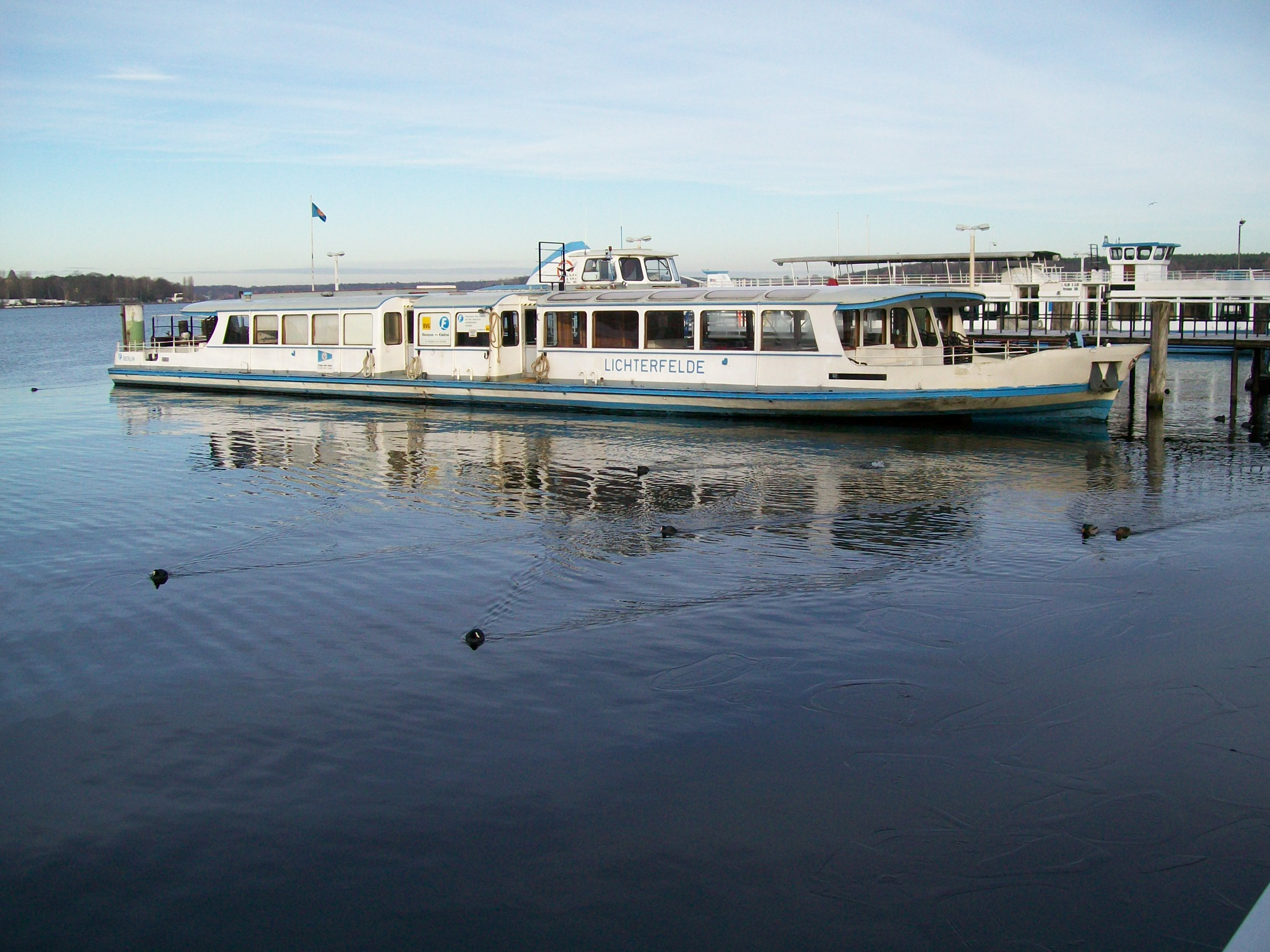
Die Lichterfelde – im Jahre 1896 als Oberbürgermeister Zelle in Dienst gestellt, im Zweiten Weltkrieg beschädigt; Wrack 1959/1960 umgebaut, bis 2013 im Einsatz
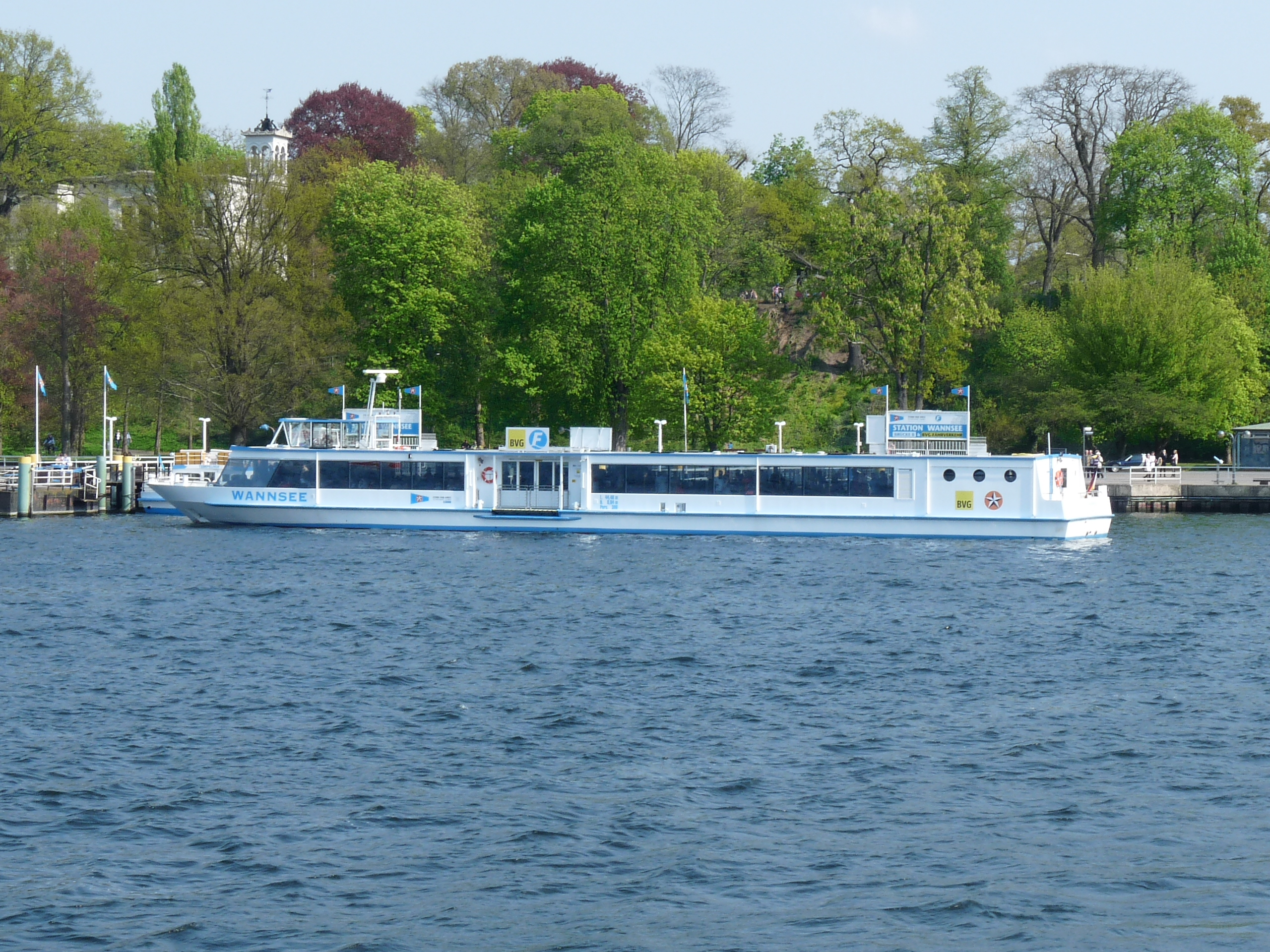
Das Fährschiff Wannsee am Anleger Wannsee